# Seedorf (Kreis Segeberg)
 For alternative betydninger, se Seedorf. (Se også artikler, som begynder med Seedorf)
Seedorf er en by og en kommune i det nordlige Tyskland, beliggende i Amt Trave-Land under Kreis Segeberg. Kreis Segeberg ligger i den sydøstlige del af delstaten Slesvig-Holsten.

## Geografi
Seedorf ligger ved sydvestenden af naturpark Holsteinische Schweiz i den nordøstligste del af Kreis Segeberg og er efter Norderstedt den arealmæssigt næststørste kommune i landkreisen. Nordenden af kommunen når lige op til Plöner See, og områderne omkring søerne Kembser- og Seedorfer See samt Stocksee/Tensfelder Au hører til kerneområderne i Naturparken.
Ud over Seedorf er der 13 landsbyer og bebyggelser med Berlin og Schlamersdorf som de største, men også Seekamp, Blomnath, Kembs, Weitewelt og Hornsmühlen ligger i kommunen.